# نيويورك نيكس
نادي نيويورك نيكس هو نادي كرة سلة من نيويورك، نيويورك، الولايات المتحدة الأمريكية. تأسس عام 1946.

## ألوان الفريق
الأزرق والبرتقالي.

## سجل بطولات الفريق
فاز مرتين ببطولة الدوري الأمريكي لكرة السلة للمحترفين في العامين:
1970، 1973.

## وصلات خارجية
- موقع النادي الرسمي